# Denis Greenhill, Baron Greenhill of Harrow
Denis Arthur Greenhill, Baron Greenhill of Harrow GCMG OBE (* 7. November 1913 in Woodford, Essex; † 8. November 2000 in London) war ein britischer Diplomat. Während seiner Zeit im Foreign Service, dessen Leiter er von 1969 bis 1973 war, nahmen Belange der Sicherheitspolitik und des Geheimdienstwesens einen Großteil seiner Arbeit ein.

## Leben

### Frühe Jahre
Denis Arthur Greenhill war der Sohn von James Greenhill, einem Bankangestellten, der später zum Bankdirektor aufstieg, und seiner Frau Susie Beatrice Greenhill, geb. Matthews. Er verbrachte seine Jugend in Woodford nahe London, wo er in vorstädtischer Atmosphäre aufwuchs. Greenhill begann seine akademische Ausbildung mit einem Stipendium am Bishop’s Stortford College in Bishop’s Stortford und setzte sie später am College Christ Church in Oxford fort. Dort besuchte er Vorlesungen des Historikers John Cecil Masterman. Zu seinen Tutoren zählte der spätere Außenminister Patrick Gordon Walker. Während seiner Semesterferien bereiste Greenhill das europäische Festland, wo er in Deutschland und Italien mit dem Aufstieg des Faschismus konfrontiert wurde. Er schloss seine Universitätsausbildung im Jahr 1935 ab.
Anschließend ging er als Trainee zur London and North Eastern Railway. Während der Sudetenkrise gehörte es zu seinen Aufgaben, die Verteilung von Flüchtlingen zu organisieren. Bei Reisen beobachtete er die schwerwiegenden Folgen der Weltwirtschaftskrise im industriellen Nordosten Englands, was einen bleibenden Eindruck auf ihn hinterließ. Nach Beginn des Zweiten Weltkriegs meldete er sich freiwillig zur British Army und wurde aufgrund seiner Erfahrungen mit dem Eisenbahnwesen den Royal Engineers zugeteilt. Bis Kriegsende erlebte er Einsätze in Ägypten, Italien, Indien und Südostasien und erfuhr in dieser Zeit eine Beförderung zum Colonel. 1942 wurde er als Officer des Order of the British Empire ausgezeichnet.

### Karriere als Diplomat
Anfänge und erste diplomatische Missionen
Auf Empfehlung von Edwin Chapman-Andrews hin, dem Leiter der Personalabteilung des Foreign Office, den er während des Krieges kennengelernt hatte, legte Greenhill nach seiner Entlassung aus der Armee die Aufnahmeprüfung für den diplomatischen Dienst ab. Er begann seine Arbeit im Foreign Office im November 1945 und wurde mit Beginn des Jahres 1946 offiziell in den Foreign Service aufgenommen. Erste Erfahrungen in seiner neuen Tätigkeit sammelte er als Begleiter von Außenminister Ernest Bevin bei Gesprächen mit der ägyptischen Regierung über die Zukunft der britischen Militärbasen am Sueskanal.
Seinen ersten Auslandsposten erhielt er im Dezember 1947 als Erster Sekretär der britischen Botschaft in Bulgarien, wo er sehr negative Erfahrungen machen musste. Nach einer unzulänglichen medizinischen Behandlung entging er nur knapp dem Tod und in der Folge eines Schauprozesses gegen 15 protestantische Geistliche, bei dem sein Name im Zusammenhang mit dem Erwerb militärischer Geheimnisse genannt worden war, wurde er von der kommunistischen Regierung des Landes zur Persona non grata erklärt.
Erfolgreicher verlief sein nächster Auslandsposten als Erster Sekretär der britischen Botschaft in Washington, D.C., den er im August 1949 antrat und auf dem er bis 1952 blieb. Unter Botschafter Oliver Franks war er für den Mittleren Osten zuständig und wurde dabei Zeuge der diplomatischen Verwerfungen, die sich aus der Verstaatlichung der Anglo-Persian Oil Company durch die Regierung des iranischen Premierministers Mohammad Mossadegh im Jahr 1951 ergaben. Greenhill entwickelte in diesen Jahren eine enge Beziehung zu den Vereinigten Staaten, die bis zum Ende seiner Dienstzeit andauern sollte.
Von September 1952 bis Januar 1954 arbeitete er wieder im Foreign Office in London, wo er abermals für Belange des Mittleren Ostens zuständig war. Bei einem anschließenden Besuch des Imperial Defence College setzte er bis Dezember 1954 seine Ausbildung in Belangen der Sicherheitspolitik und in Geheimdienstfragen fort. Während der Sueskrise 1956 fungierte er als Referatsleiter der britischen Delegation beim Hauptquartier der NATO in Paris.
Von Dezember 1956 bis Januar 1959 war er in der britischen Botschaft in Singapur stationiert. Bei ausgedehnten Reisen verschaffte er sich in dieser Zeit einen Überblick über den Zustand der britischen Auslandsvertretungen in Südostasien. Anschließend organisierte er in London kurzzeitig die Zusammenarbeit von Foreign Office und den britischen Geheimdiensten, bevor er ab Oktober 1959 abermals in der Botschaft in Washington stationiert war, jetzt als Referatsleiter und Berater der Botschafter Harold Caccia (bis 1961) und David Ormsby-Gore. In den folgenden fünf Jahren nahm er unter anderem 1961 an dem Treffen von Premierminister Harold Macmillan mit US-Präsident John F. Kennedy in Key West teil und erlebte 1962 die Folgen der Kubakrise. Die wachsende Anerkennung seiner Leistungen fand in dieser Zeit Ausdruck in seiner Ernennung zum Companion des Order of St. Michael and St. George im Jahr 1960 und einer außerordentlichen Beförderung vom Berater zum Gesandten sur place.
Leiter des Foreign Service
Im Jahr 1964 kehrte er nach London zurück, wo er Assistant Under-Secretary im Foreign Office wurde und sein Aufgabenbereich erneut Sicherheits- und Geheimdienstbelange umfasste, nun vor allem in Bezug auf die Staaten des Warschauer Pakts. Im Jahr 1966 wurde er zum Deputy Under-Secretary of State sur place befördert und 1967 als Knight Commander des Order of St. Michael and St. George geadelt. Greenhill, dem besonderes Geschick beim Umgang mit den Außenministern attestiert wurde (zu denen von 1964 bis 1965 auch sein ehemaliger College-Tutor Patrick Gordon Walker zählte), gelang es, ein Vertrauensverhältnis mit dem ab 1966 amtierenden Gordon Brown aufzubauen, obwohl der Labour-Politiker dem diplomatischen Establishment sehr kritisch gegenüberstand. Brown nominierte Greenhill 1968 zum Permanent Under Secretary of State, ein ungewöhnlicher Schritt, hatte Greenhill doch nie einen Botschafterposten bekleidet, besaß wenig Sprach- und Regionalkenntnisse und durften daher viele seiner länger dienenden Kollegen eher auf diese Stellung hoffen. Trotzdem bestätigte Premierminister Harold Wilson die Ernennung.
Nach der im Oktober 1968 erfolgten Zusammenlegung von Foreign Office und Commonwealth Office zum Foreign and Commonwealth Office kam es im Februar 1969 zu Greenhills Ernennung zum Leiter des diplomatischen Dienstes, eine Stellung, in der ihm aufgrund seines diskreten und sachlichen, aber bestimmten Auftretens großer Respekt gezollt wurde. Sein Taktgefühl war ihm auch dienlich, als er eine Umgestaltung des Foreign Service überwachte, in deren Verlauf dreißig hochgestellte Mitarbeiter ihre Posten verloren, da diese durch die Neustrukturierung überflüssig geworden waren. Zu den Krisen, mit denen Greenhill sich in dieser Zeit auseinandersetzen musste, gehörten diplomatische Verstimmungen mit Frankreich, nachdem das Memorandum eines Gesprächs des britischen Botschafters Christopher Soames mit Staatspräsident Charles de Gaulle der Presse zugespielt worden war, sowie die Folgen der einseitigen Unabhängigkeitserklärung von Rhodesien im Jahr 1970. Nach Amtsantritt der Tory-Regierung von Edward Heath im selben Jahr arbeitete Greenhill auch mit dem neuen Außenminister Alec Douglas-Home eng zusammen und wirkte unter anderem ausgiebig bei den Verhandlungen zum Beitritt des Vereinigten Königreichs zur Europäischen Gemeinschaft mit, der schließlich zum 1. Januar 1973 erfolgte.
Weiterhin nahm die Koordination von geheimdienstlichen Angelegenheiten einen Großteil seiner Arbeit ein. Auf der Basis von Informationen, die von einem sowjetischen Überläufer stammten, verdächtigte die britische Regierung zahlreiche Personen, die an der sowjetischen Botschaft in London als Diplomaten akkreditiert waren, Spione zu sein. Greenhill reiste persönlich nach Moskau und führte Verhandlungen mit dem sowjetischen Außenminister Andrei Gromyko über eine Reduzierung der Anzahl des sowjetischen Botschaftspersonals beziehungsweise deren Austausch. Nach Scheitern dieser Gespräche leitete Greenhill 1971 den Prozess der von Außenminister Douglas-Home angeordneten Ausweisung von 90 sowjetischen Diplomaten und übergab dem sowjetischen Geschäftsträger eine Liste mit den Namen von weiteren 15 Personen, die sich im Ausland aufhielten und nicht mehr nach Großbritannien einreisen durften. Die als „Operation Foot“ bekannt gewordene, beispiellose Maßnahme führte zu einer schweren Belastung der britisch-sowjetischen Beziehungen.
Im Jahr 1972 wurde Greenhill zum Knight Grand Cross des Order of St. Michael and St. George erhoben. Mit Erreichen des 60. Lebensjahres nahm er im November 1973 seinen Abschied aus dem diplomatischen Dienst.

### Spätere Jahre, Privates und Tod
Am 31. Januar 1974 wurde er als Baron Greenhill of Harrow, of the Royal Borough of Kensington and Chelsea, zum Life Peer erhoben. Das „Harrow“ im Titel verwies dabei auf die Kirchengemeinde St Mary in Harrow on the Hill (London Borough of Harrow), deren Bücher die Taufe eines John Greenhill im Jahr 1562 festhalten. Im House of Lords schloss er sich den Crossbenchers an. Er gehörte mehreren Sonderausschüssen der Kammer an, die vornehmlich mit EG-Belangen beschäftigt waren.
Baron Greenhill übernahm zudem eine Reihe von Vorstandsposten bei großen Konzernen und Institutionen. So war er von 1973 bis 1978 einer von zwei von der britischen Regierung ernannten Mitgliedern im Vorstand von BP und gehörte im gleichen Zeitraum dem BBC Board of Governors an. Zudem diente er unter anderem in den Vorständen von British American Tobacco, des Bankhauses S. G. Warburg & Co. und der Wellcome Foundation. Von 1973 bis 1982 gehörte er der Security Commission an, deren Aufgabe in der Untersuchung von Verstößen gegen die Sicherheit des Staates bestand. In den ersten Jahren nach dem Ausscheiden aus dem diplomatischen Dienst wirkte er weiterhin als Sondergesandter für Rhodesien und begleitete in diesem Zusammenhang die Verhandlungen über die Unabhängigkeit des Landes.
Im Jahr 1992 veröffentlichte Baron Greenhill seine Memoiren unter dem Titel More by Accident. Das Buch war mehr ein Kommentar zu den diplomatischen Fragen, die während seiner Dienstzeit eine Rolle gespielt hatten, als eine geschlossene Nacherzählung seiner Erlebnisse, angereichert mit amüsanten Anekdoten, etwa zu den Trinkgewohnheiten des sowjetischen Doppelagenten Guy Burgess, der während Greenhills erster Mission in Washington unter diesem gearbeitet hatte. In Leserbriefen an Medien äußerte Lord Greenhill sich regelmäßig zu ihn interessierenden Fragen, wobei er auch freimütig Belange ansprach, die er während seiner Dienstzeit nicht öffentlich hatte thematisieren können.
Greenhill war von 1941 bis zu seinem Tod mit der geborenen Angela McCulloch verheiratet, die er während des Krieges in Kairo kennengelernt hatte, wo sie für den britischen Geheimdienst gearbeitet hatte. Die beiden bekamen zwei gemeinsame Söhne, geboren 1942 beziehungsweise 1945. Der Tod des jüngeren Sohnes im Jahr 1986 bedeutete eine schwere emotionale Belastung für die Familie von Baron Greenhill.
Denis Arthur Greenhill, Baron Greenhill of Harrow starb am 8. November 2000, am Tag nach seinem 87. Geburtstag, in London.

## Veröffentlichungen
- More by Accident. Wilton 65, York 1992, ISBN 094782815X.